# Кокоев, Руслан Витальевич
Руслан Витальевич Кокоев (род. 19 декабря 1975) — российский спортсмен, мастер спорта международного класса по армрестлингу. Пятикратный чемпион мира по армрестлингу.

## Биография
Родился 19 декабря 1975 года в городе Цхинвал Южной Осетии. Отец — строитель, мать — домохозяйка. В 13 лет начал заниматься в секции тяжелой атлетики.
В 1992 году, окончив 11 классов, поступил в Северо-Кавказский строительный техникум. В этом же году начал тренироваться в секции армрестлинга спортобщества «Дедал» под руководством тренера Золоева Казбека Дзастемуровича.
В 1997 году выполнил норматив мастера спорта России в г. Владикавказ.
На чемпионате мира 1998 года в Каире стал обладателем золотой (правая рука) и серебряной (левая) медалей в категории «до 100 кг». На чемпионате мира 1999 года во Владикавказе в категории «до 110 кг» выиграл в зачётах для обеих рук и стал первым в истории абсолютным чемпионом мира. На чемпионате мира 2001 года в Гардоне-Ривьере первенствовал левой рукой в категории «до 110 кг».  В 2001 году Руслан получил серьёзную травму.
На чемпионате Европы 2002 года в Бржецлаве стал обладателем золотой (левая рука) и бронзовой (правая) медалей в категории «до 105 кг». На чемпионате мира 2002 года в Александрии взял «бронзу» в зачёте левой руки и стал четвёртым в зачёте правой руки (категория «до 100 кг»). На чемпионате мира 2003 года в Суздале стал вторым (левая рука) в категории «свыше 105 кг».
В 2004 году ушёл из спорта, но возобновил выступления в 2012 году.
Тренер чемпиона мира Дмитрия Кочиева.

## Победы на чемпионатах мира
| Медаль | Год  | Место проведения    | Весовая категория               |
| ------ | ---- | ------------------- | ------------------------------- |
| Золото | 1998 | Каир,Египет         | Правая рука, 100 кг             |
| Золото | 1999 | Владикавказ, Россия | Левая рука и правая рука, 110кг |
| Золото | 1999 | Россия              | Абсолютная категория            |
| Золото | 2001 | Италия              | Левая рука, 110 кг              |